# Joanne Kathleen Rowling
Joanne Kathleen Rowling (kiejtés: /ʤəʊˌæn ˌkæθliːn ˈrəʊlɪŋ/), rövidítve J. K. Rowling (Chipping Sodbury, Anglia, 1965. július 31. –) angol író, a Harry Potter-sorozat írója. Írói álneve: Robert Galbraith.

## Életpályája
A Bristol melletti Yate-ben született 1965. július 31-én.
Négyéves korában Winterbourne-be (Bristol elővárosa, néhány kilométerre régi lakhelyüktől) költöztek. Itt a szomszédban lakott két testvér (egy kisfiú és egy kislány), akiknek a vezetékneve Potter volt, ez akkor annyira tetszett az írónőnek, hogy sosem felejtette el. A saját nevét viszont nem szerette, mert mindig csúfolták (a Rowling és a Rolling összecsengése miatt).
Imádta a fantasztikus történeteket, amelyeket édesapja olvasott fel neki vagy amit ő maga olvasott. Kedvencei voltak: Kenneth Grahame: The Wind in the Willows (magyar fordításban Szél lengeti a fűzfákat), C. S. Lewis: The Chronicles of Narnia (magyar fordításban Narnia Krónikái), de legkedvesebb könyve az alábbi három volt:
- Elizabeth Goudge: The Little White Horse (magyar cím Holdhercegnő)
- Paul Gallico: Manxmouse
- Clement Freud: Grimble[1]

Már kiskorában történeteket mesélt két évvel fiatalabb húgának. Első történetét, mely egy Nyúl nevű nyúlról szól, amelyben szerepelt egy nagy méhecske, akit Ms. Méhecskének hívtak, mindössze öt- vagy hatéves korában írta.
Nyolcévesen Rowlingék Tutshill-be költöztek, közel Chepstow-hoz (Wales). Tizenéves korában nagynénje, Jessica Mitford, önéletrajzának egy régi példányát adta neki, (Hons and Rebels). Mitford lett Rowling hősnője, és később elolvasta az összes könyvét.
A szülei igazi londoniak voltak, és mindig az volt az álmuk, hogy vidéken lakhassanak. 9 éves korában Tutshillbe (Wales, kis falu Chepstow mellett) költöztek. Nagyon boldogok voltak testvérével, hogy a tágas mezőkön vagy a Wye folyó partján játszhattak. Az általános iskola azonban régi és kicsi volt, a tanár pedig szigorú.
A Wyedean középiskolába járt. A középiskolában a kedvenc tantárgya az angol volt, viszont a tornaórákat nem szerette (egyszer el is tört a karja). A kedvenc elfoglaltsága volt, hogy az ebédszünetben barátainak és osztálytársainak folytatásos történeteket mesélt.
Sean Harris (az írónő legjobb barátja) volt a tulajdonosa annak a türkiz Ford Angliának, ami inspirációként szolgált egy hasonló autóhoz, ami az egyik könyvében jelenik meg.
Tanulmányait 1983-ban a kiváló és világhírű Exeter Egyetemen (Dél-Anglia) folytatta, ahol franciát és klasszika-filológiát hallgatott. Eközben egy évig Párizsban is tanult. Szülei meg voltak győződve, hogy csodálatos karriert fog befutni kétnyelvű titkárnőként. Tanulmányai befejezése után Londonba ment, az Amnesty Internationalnél helyezkedett el mint titkárnő, ahol Afrika francia nyelvű részének emberi jogi problémáival foglalkozott. A legjobban azt szerette az irodai munkában, hogy amikor nem figyelt rá senki, történeteket gépelhetett a számítógépébe.
1990 nyarán sokat utazott a Manchesterből Londonba tartó vonaton, és ekkor fogalmazódott meg benne az ötlet egy fiúról, aki varázsló, de nem tud róla, és varázslóiskolába fog járni. Az egész történet kristálytisztán megszületett a fejében. Mikor négy órával később leszállt a vonatról a King’s Cross pályaudvaron, már több karaktert és helyszínt is kitalált. A történeten az ebédidejében dolgozott, pubokban és kávéházakban. Közben rövid történeteket és két máig kiadatlan felnőtteknek szóló novellát is írt, de ideje nagy részében a Harry Potter-történetekkel foglalkozott.
1991-ben kilépett munkahelyéről, és Portóba (Portugália) költözött, ahol angolt tanított. Szeretett tanítani, annak ellenére, hogy a diákjai „Rolling Stone"-nak szólították. Délutánonként és este tanított, így délelőtt jutott ideje az írásra, és folytathatta a varázslófiú történetét.
1992. október 16-án férjhez ment Jorge Aranteshez, aki a hadseregben szolgált (később egy tévénél dolgozott), és 1993. július 27-én megszületett lányuk, Jessica Rowling Arantes. Férjétől azonban hamarosan elvált és ezt követően nehéz körülmények között tengődött. Nem sokkal később csecsemő kislányával és bőröndjével, amely tele volt Harry Potter-feljegyzésekkel és -fejezetekkel, visszautazott Angliába, ahova 1994 karácsonyán érkezett meg. Skóciába, Edinburgh-ba költöztek, ahol húga, Di is lakott. Tanári állást szeretett volna kapni, de előtte be akarta fejezni könyvét. Rowling lányával egész napját egy kávéházban töltötte, itt fejezte be Harry Potter történetét. Nehéz helyzetében a Skót Művészeti Tanácstól kért támogatást, amit meg is kapott, mikor a könyvét befejezte.
Ezután nekilátott kiadót keresni, de sorban utasították el, a többség arra hivatkozott, hogy a könyv cselekménye miatt nem illik az ifjúsági irodalom sorába, ráadásul a megszövegezést és a cselekményszálat is túlzottan bonyolultnak találták. Végül Londonban talált egy ügynököt (Christopher Little), akinek sikerült eladnia 1996 augusztusában a Harry Potter és a bölcsek köve (Harry Potter and the Philosopher's Stone) kéziratát az angliai Bloomsbury Children's Books kiadónak, kb. 4000 dolláros áron.
Rowling franciatanárként dolgozott, amikor megtudta, hogy könyvét ki fogják adni. Az iskolában, ahol tanított, a Rawhide című filmsorozat egyik betétdalát (Rolling, rolling, rolling, keep those wagons rolling…) énekelték neki kórusban a diákok.
A könyv 1997 júniusában jelent meg Angliában. Az írónő sokáig azt gondolta, hogy nem fogják felfedezni. Tévedett: 1997-ben elnyerte a British Book Awards Children's Book of the Year és a Smarties Book Prize Gold Medal for ages 9–11 díjakat.
Néhány hónappal később a Bologna Children's Book Vásáron, Arthur Levine, a Scholastic Books szerkesztő-igazgatója megvásárolta az amerikai kiadási jogokat 105 000 dollárért. Az írónő ekkor felmondta tanári állását, hogy minden idejét a Harry Potter-sorozat írásának szentelhesse. Az USA-ban a könyv 1998 szeptemberében jelent meg Harry Potter and the Sorcerer's Stone címen.
2000-ben a Warner Brothers megvette a sorozat filmjogait.
2001. december 26-án házasodott össze második férjével, dr. Neil Murray orvossal, Perthshire-ben. 2003. március 23-án megszületett fiuk, David Gordon Rowling Murray, 2005. január 23-án lányuk, Mackenzie Jean Rowling Murray.
2012 februárjában bejelentette, hogy felnőtteknek szóló sci-fi regényt fog megjelentetni a brit „Little, Brown” kiadónál.
Rowling rendszeresen adakozik jótékony célokra. 2010-ben például tízmillió fontot adományozott egy szklerózis multiplex kutatására létrehozott klinikai központnak. Amikor 2012-ben lecsúszott a Forbes milliárdoslistájáról, ahová először 2004-ben került fel, a magazin ennek okaként az írónő közel 160 millió dollárnyi adakozását és a magas brit adókat jelölte meg.
2020-ban a COVID-19 járvány idején szabadon hozzáférhetővé tette Harry Potter és a bölcsek című művének több nyelvű hangoskönyv-változatát.
Nagyobb felháborodást keltett a Twitter közösségi média oldalon nyilvánosságra hozott, többek szerint előítéletes, transzfób kijelentései miatt, amelyeket utólag a honlapján a korábban átélt traumáival, sérelmeivel indokolt. A transznemű emberek közösségét sértő mondatait az érintettek, a könyveit kiadó cég munkatársai mellett a Harry Potter filmek két főszereplője: Daniel Radcliffe és az évek óta feminista aktivistaként is tevékenykedő Emma Watson egyaránt éles kritikával fogadta.

## Könyvek

### Harry Potter-könyvek
| Sorszám | Angol nyelvű kiadások | Magyar nyelvű kiadás                                                                             |
| ------- | --- | ------------------------------------------------------------------------------------------------ |
| 1.      | Harry Potter and the Philosopher’s Stone Anglia, 1997. június 26. Harry Potter and the Sorcerer's Stone USA, 1998. október | Harry Potter és a bölcsek köve Animus kiadó, 1999 285 oldal ISBN 963-8386-77-0                   |
| 2.      | Harry Potter and the Chamber of Secrets Anglia, 1998. július 2. USA, 1999. június                                          | Harry Potter és a Titkok Kamrája Animus kiadó, 2000 316 oldal ISBN 963-8386-94-0                 |
| 3.      | Harry Potter and the Prisoner of Azkaban Anglia, 1999. július 8. 15:45 USA, 1999. szeptember                               | Harry Potter és az azkabani fogoly Animus kiadó, 2000 399 oldal ISBN 963-8386-99-1               |
| 4.      | Harry Potter and the Goblet of Fire Anglia, 2000. július 8. USA, 2000. július                                              | Harry Potter és a Tűz Serlege Animus kiadó, 2000 674 oldal ISBN 963-9307-05-X                    |
| 5.      | Harry Potter and the Order of the Phoenix Anglia, 2003. június 21. USA, 2003. június 21.                                   | Harry Potter és a Főnix Rendje Animus kiadó, 2003. december 5. 751 oldal ISBN 963-9307-88-2      |
| 6.      | Harry Potter and the Half-Blood Prince Anglia, 2005. július 16. USA, 2005. július 16.                                      | Harry Potter és a Félvér Herceg Animus kiadó, 2006. február 10. 623 oldal ISBN 963-9563-75-7     |
| 7.      | Harry Potter and the Deathly Hallows Anglia, 2007. július 21. USA, 2007. július 21.                                        | Harry Potter és a Halál ereklyéi Animus kiadó, 2008. február 9. 623 oldal ISBN 978-963-9715-43-1 |

### Cormoran Strike-sorozat (Robert Galbraith álnéven)
- Kakukkszó (The Cuckoo's Calling), 2013
- A selyemhernyó (The Silkworm), 2014
- Gonosz pálya (Career of Evil), 2015
- Halálos fehér (Lethal White), 2018
- Zavaros vér (Troubled Blood), 2020
- A koromfekete szív (The Ink Black Heart), 2022
- A hömpölygő sír (The Running Grave), 2023

### Egyéb könyvek
- A kviddics évszázadai (Quidditch Through The Ages) 2001. március 12.
- Legendás állatok és megfigyelésük (Fantastic Beasts and Where to Find Them) 2001. március 12.
- Bogar bárd meséi (The Tales of Beedle the Bard) 2008. december 4.
- A What’s Your Story? című kötet (2008. augusztus) 13 novellája közül az egyiket Rowling írta, és Harry Potter születése előtt játszódik[12]
- Átmeneti üresedés (The Casual Vacancy) 2012
- Az Ickabog (The Ickabog), 2020
- A karácsonyi malac (The Christmas Pig), 2021. október. 12.[13]

## Magyarul
- Harry Potter és a bölcsek köve; ford. Tóth Tamás Boldizsár; Animus, Bp., 1999
- Harry Potter és a tűz serlege; ford. Tóth Tamás Boldizsár; Animus, Bp., 2000
- Harry Potter és az azkabani fogoly; ford. Tóth Tamás Boldizsár; Animus, Bp., 2000
- Harry Potter és a titkok kamrája; ford. Tóth Tamás Boldizsár; Animus, Bp., 2000
- Tudor Hushpush: A kviddics évszázadai; ford. Tóth Tamás Boldizsár; Animus, Bp., 2001
- Göthe Salmander: Legendás állatok és megfigyelésük. Albus Dumbledore előszavával; ford. Tóth Tamás Boldizsár; Animus, Bp., 2001
- Harry Potter és a főnix rendje; ford. Tóth Tamás Boldizsár; Animus, Bp., 2003
- Harry Potter és a félvér herceg; ford. Tóth Tamás Boldizsár; Animus, Bp., 2006
- Bogar bárd meséi; ford. Tóth Tamás Boldizsár; Animus, Bp., 2008
- Harry Potter és a halál ereklyéi; ford. Tóth Tamás Boldizsár; Animus, Bp., 2008
- Átmeneti üresedés; ford. Bihari György, Sóvágó Katalin; Gabo, Bp., 2012
- Robert Galbraith: Kakukkszó; ford. Nagy Gergely; Gabo, Bp., 2014
- Robert Galbraith: A selyemhernyó; ford. Nagy Gergely; Gabo, Bp., 2015
- Harry Potter és az elátkozott gyermek. Első és második rész. A színházi próba szövegkönyvének különleges kiadása; J. K. Rowling, John Tiffany, Jack Thorne új története nyomán színdarab Jack Thorne, ford. Tóth Tamás Boldizsár; Animus, Bp., 2016
- Robert Galbraith: Gonosz pálya; ford. Nagy Gergely; Gabo, Bp., 2016
- Legendás állatok és megfigyelésük. Az eredeti forgatókönyv; ford. Tóth Tamás Boldizsár; Animus, Bp., 2017
- Az élet dolgai. A kudarc mellékes haszna és a képzelet fontossága; ford. Tóth Tamás Boldizsár; Animus, Bp., 2018
- Legendás állatok. Grindelwald bűntettei. Az eredeti forgatókönyv; ford. Tóth Tamás Boldizsár; Animus, Bp., 2019
- Robert Galbraith: Halálos fehér; ford. Nagy Gergely; Gabo, Bp., 2019
- Az Ickabog; ford. Tóth Tamás Boldizsár; Animus, Bp., 2020
- Robert Galbraith: Zavaros vér; ford. Nagy Gergely, versford. Vachter Ákos; Gabo, Bp., 2021
- A karácsonyi malac; ford. Tóth Tamás Boldizsár; Animus Könyvek, Bp., 2021
- Robert Galbraith: A koromfekete szív; ford. Nagy Gergely, versford. Kovács-Cohner Róbert; Gabo, Bp., 2022
- Robert Galbraith: A hömpölygő sír; ford. Nagy Gergely; Gabo, Bp., 2023

## Díjak, elismerések
- Nestlé Smarties Book Prize 1997 Gold Medal 9–11 years
- FCBG Children's Book Award 1997 Overall winner and Longer Novel Category winner
- Birmingham Cable Children's Book Award 1997
- British Book Awards 1997 Children's Book of the Year
- Young Telegraph Paperback of the Year 1998
- Sheffield Children's Book Award 1998
- Whitaker's Platinum Book Award 2001
- Scottish Arts Council Book Award 2001
- Children's Book Award in 9-11 category 2001
- Whitaker's Platinum Book Award 2001
- Hugo-díj regény kategóriában (2001)

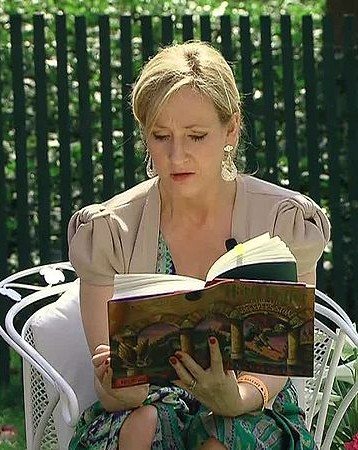
J. K. Rowling a Fehér Házban részleteket olvas fel a Harry Potter és a bölcsek köve című könyvéből (2010)